# Argumento de Rietdijk-Putnam

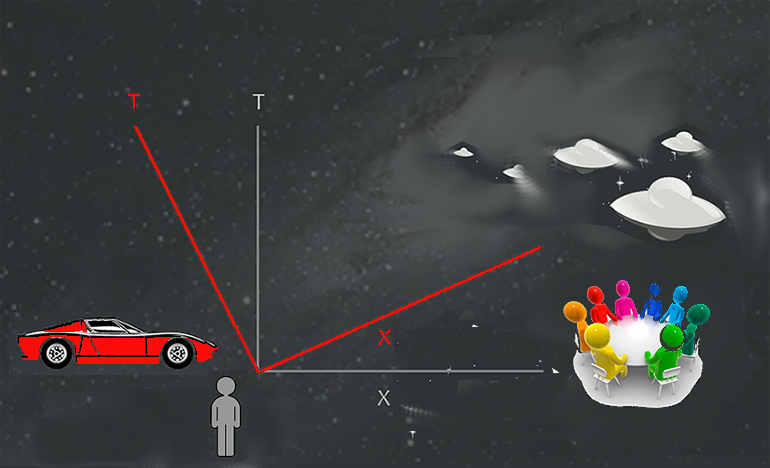
Ejemplo ilustrativo de la paradoja de Andrómeda. Supóngase que el observador que se dirige hacia Andrómeda (coche rojo) recibe información sobre lo que pasa en Andrómeda un día antes que el observador estático (debido a su diferente velocidad relativa hacia Andrómeda, véase relatividad de la simultaneidad). Cuando ambos se cruzan y comparan su información, el primero sabe que ya se ha decidido preparar un viaje hacia la Tierra, mientras que el segundo solo sabe que en la reunión todavía no se ha decidido el viaje. La paradoja consiste en que la misma situación para uno es un pasado confirmado, mientras que para el otro, es un futuro incierto

En filosofía, el argumento de Rietdijk-Putnam, que lleva el nombre de Wim Rietdijk y de Hilary Putnam, utiliza hallazgos en física del siglo XX, específicamente en la teoría de la relatividad especial, para respaldar la posición filosófica conocida como cuadridimensionalismo.
Si la relatividad especial es verdadera, entonces cada observador tendrá su propio plano de simultaneidad, que contiene un conjunto único de sucesos que constituye el momento presente del observador. Los observadores que se mueven a diferentes velocidades relativas tienen diferentes planos de simultaneidad y, por lo tanto, diferentes conjuntos de sucesos presentes. Cada observador considera que su conjunto de sucesos presentes es un universo tridimensional, pero incluso el más mínimo movimiento de la cabeza o el desplazamiento de la distancia entre los observadores puede hacer que los universos tridimensionales tengan contenido diferente. Si cada universo tridimensional existe, entonces la existencia de múltiples universos tridimensionales sugiere que el universo es cuatridimensional. El argumento lleva el nombre de las discusiones de Rietdijk (1966), y Putnam (1967). A veces se le llama argumento de Rietdijk-Putnam-Penrose.

## Paradoja de Andrómeda
Roger Penrose presentó una forma de este argumento que se ha llamado la paradoja de Andrómeda en la que señala que dos personas que se cruzan en la calle podrían tener momentos presentes muy diferentes. Si una de las personas camina hacia la galaxia de Andrómeda, entonces los sucesos en esta galaxia podrían llegarle horas o incluso días antes que a la otra persona, que camina en sentido contrario. Si esto es así, tendría efectos dramáticos en nuestra comprensión del tiempo. Penrose destacó las consecuencias al discutir una posible invasión de la Tierra por extraterrestres que viven en la galaxia de Andrómeda. Como lo expresó Penrose:

Dos personas se cruzan en la calle; y según una de ellas, una flota espacial de Andrómeda está preparando su viaje hacia la Tierra, mientras que para la otra, aún no se ha tomado la decisión sobre si el viaje se llevará a cabo o no. ¿Cómo puede haber todavía cierta incertidumbre sobre el resultado de esa decisión? Si para "cualquiera" de las dos personas ya se hubiera tomado la decisión, entonces seguramente "no podría" haber ninguna incertidumbre. El lanzamiento de la flota espacial es inevitable. De hecho, ninguna de las dos personas puede "saber" todavía si se ha producido el lanzamiento de la flota espacial. Solo podrán saberlo más tarde, cuando las observaciones telescópicas desde la Tierra revelen que la flota está efectivamente en camino. Entonces, pueden recordar ese encuentro casual y llegar a la conclusión de que en "ese" momento, según uno de ellos, la decisión estaba en el futuro incierto, mientras que para el otro, estaba en el pasado seguro. ¿Hubo “entonces” alguna incertidumbre sobre ese futuro? ¿O ya estaba "decidido" el futuro de "ambas" personas?
Roger Penrose
The Emperor's New Mind: Concerning Computers, Minds, and the Laws of Physics

La "paradoja" consiste en que dos observadores, desde su perspectiva consciente, en el mismo lugar y en el mismo instante, están percibiendo diferentes conjuntos de sucesos en su "momento presente". Desde el punto de vista de los datos reales astronómicos, ninguno de los dos observadores podría "ver" lo que está sucediendo en Andrómeda, porque la luz de Andrómeda (y la hipotética flota alienígena) tardará 2,5 millones de años en llegar a la Tierra. El argumento, obviando las mencionadas cuestiones astronómica, no trata de lo que se puede "ver"; y trata específicamente de qué sucesos consideran diferentes observadores que ocurren en el momento presente.

## Críticas
Las interpretaciones de la relatividad utilizadas en el argumento de Rietdijk-Putnam y la paradoja de Andrómeda no son universalmente aceptadas. Howard Stein y Steven F. Savitt señalan que en la relatividad el "presente" es un concepto local que no puede extenderse a los hiperplanos globales. Además, N. David Mermin afirma:

Que no se puede asignar ningún significado inherente a la simultaneidad de acontecimientos distantes es la lección más importante que se puede aprender de la relatividad.
David Mermin
It’s About Time

Subrayando así que el "momento presente" no puede aplicarse con precisión a acontecimientos muy distantes.